# Chołoniów

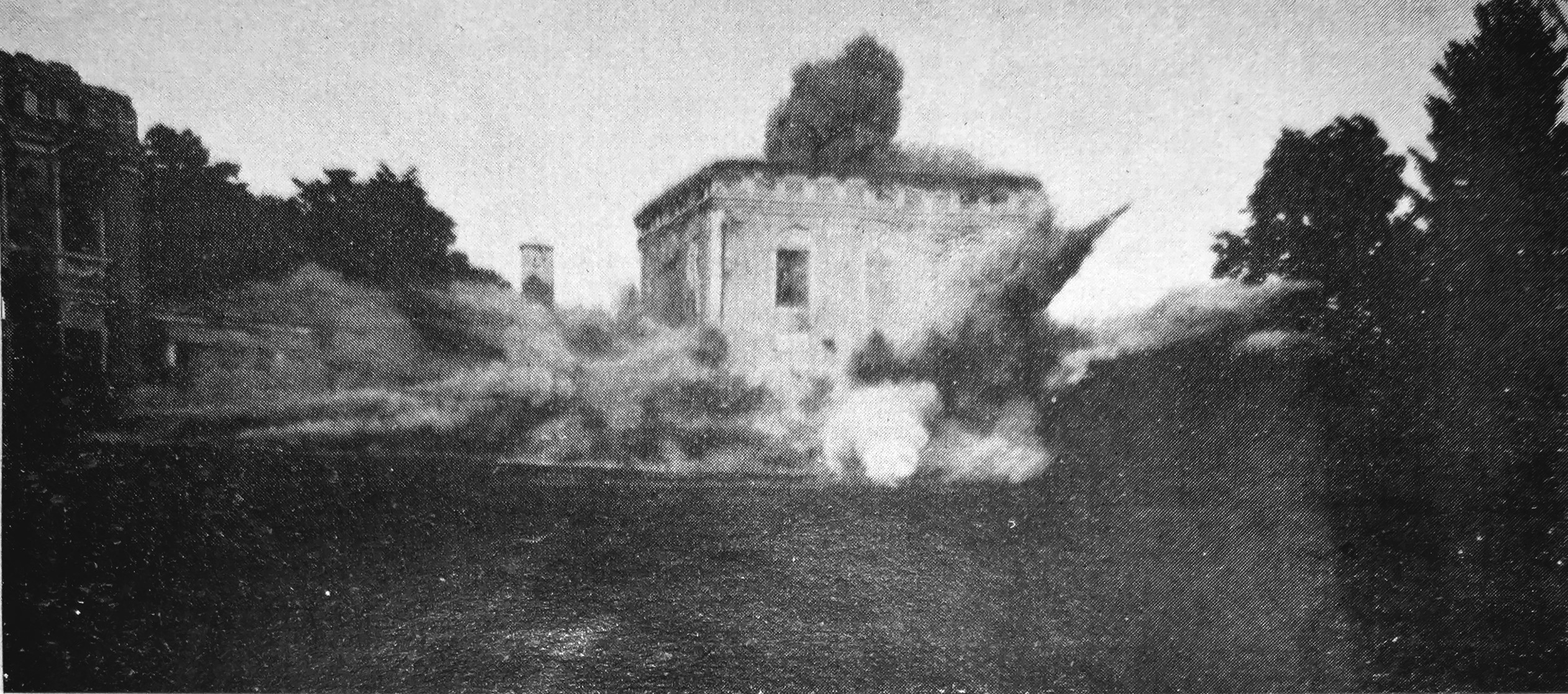
Wiosną 1918 pałac został wysadzony w powietrze.

Chołoniów (ukr. Холонів) – wieś na Ukrainie w rejonie łuckim obwodu wołyńskiego.
Pod rozbiorami siedziba gminy Chołoniów w powiecie włodzimierskim guberni wołyńskiej.
Do 2020 w rejonie horochowskim. 

## Zabytki
- pałac - wybudowany w czasach króla Polski Stanisława Augusta Poniatowskiego. Piękny obiekt z bocznymi pawilonami został odbudowany w 1870 roku po pożarze. Na początku XX w. własność hrabiego Zygmunta Krasickiego. Piętrowy pałac został zrównany z ziemią przez żołnierzy niemieckich i austriackich[3].

## Urodzeni
- Wałentyn Moroz
- Siergiej Rafalski